# Tổng giáo phận Công giáo Moskva
Tổng giáo phận Moskva, còn được gọi là Tổng giáo phận Mẹ Thiên Chúa tại Moskva  (tiếng Latinh: Moscovien(sis) Matris Dei, tiếng Nga: Архиепархия Матери Божией в Москве) là một tổng giáo phận Giáo hội Công giáo ở Mátxcơva, Nga.

## Lịch sử
- Ngày 13 tháng 4 năm 1991: Được thành lập Giám quản Tông Tòa nước Nga thuộc Châu Âu từ Tổng giáo phận Mogilev [1] và Giáo phận Tiraspol.[2]
- Ngày 23 tháng 11 năm 1999: Lãnh thổ nhượng lại cho tân Giám quản Tông Tòa nước Nga miền Nam Âu, trung tâm đặt ở Saratov; lãnh thổ còn lại đổi tên thành Giám quản Tông Tòa nước Nga miền Bắc Âu.
- Ngày 11 tháng 2 năm 2002: Được đổi tên thành Tổng giáo phận Mẹ Thiên Chúa Moskva.

## Lãnh đạo
- Giám quản Tông Tòa nước Nga miền Bắc Âu (nghi thức Latinh)
  - Đức Tổng Giám mục Tadeusz Kondrusiewicz (13 tháng 4 năm 1991 - 11 tháng 2 năm 2002)
- Tổng giáo phận Mẹ Thiên Chúa Moscow
  - Tổng giám mục Tadeusz Kondrusiewicz (11 tháng 2 năm 2002 - 21 tháng 9 năm 2007)
  - Tổng giám mục Paolo Pezzi, F.S.C.B. (21 tháng 9 năm 2007 -)